# イワン・ニフォントフ
イワン・ニフォントフ（ロシア語: Иван Нифонтов、ラテン語: Ivan Nifontov、1987年6月5日 - ）は、ロシアの男子柔道家。カザフスタンのパヴロダル出身。階級は81kg級。

## 来歴
柔道は8歳の時に始めた。
2009年の世界選手権81kg級では優勝を飾った。
2012年7月のロンドンオリンピックでは準決勝で韓国の金宰範と対戦し敗れたが、3位決定戦で日本の中井貴裕に勝利して銅メダルを獲得した。
2014年には地元のロシアで開催された世界選手権で3位となった。
ウラジーミル・プーチン大統領が名誉会長を務めるヤワラ・ネヴァ柔道クラブに所属している。

## 主な戦績
- 2003年 - ヨーロッパユースオリンピックフェスティバル　2位(66k級)
- 2007年 - ヨーロッパ警察選手権　優勝
- 2009年 - グランドスラム・パリ　3位
- 2009年 - グランプリ・ハンブルク　3位
- 2009年 - ヨーロッパ選手権　優勝
- 2009年 - グランドスラム・リオデジャネイロ　優勝
- 2009年 - 世界選手権　優勝
- 2010年 -ワールドカップ・サンパウロ　3位
- 2010年 - グランドスラム・モスクワ　優勝
- 2011年 -グランドスラム・モスクワ　5位
- 2011年 - グランドスラム・リオデジャネイロ　2位
- 2011年 - 世界選手権　7位
- 2011年 - グランプリ・アムステルダム　3位
- 2011年 - グランプリ・青島　3位
- 2012年 - ワールドマスターズ　5位
- 2012年 - ワールドカップ・マドリード　3位
- 2012年 - ロンドンオリンピック　3位
- 2013年 - パンナムオープン・ブエノスアイレス　2位
- 2013年 - ワールドマスターズ　優勝
- 2013年 - 世界選手権　5位
- 2013年 - 世界団体　3位
- 2014年 - 世界選手権　3位
- 2014年 - 世界団体 2位
- 2014年 - グランドスラム・アブダビ　優勝
- 2015年 - パンナムオープン・サンティアゴ　3位
- 2015年 - パンナムオープン・モンテビデオ　優勝
- 2015年 - ワールドマスターズ　2位
- 2015年 - ヨーロッパ競技大会　個人戦　2位　団体戦　3位
- 2016年 - グランプリ・ブダペスト　優勝

(出典、JudoInside.com)。